# 林荫路街道
林荫路街道，是中华人民共和国内蒙古自治区包头市昆都仑区下辖的一个乡镇级行政单位。

## 行政区划
林荫路街道下辖以下地区：
友谊十七号街坊社区、友谊二十号街坊社区、少先二十四号街坊社区、友谊二十一号街坊社区和少先二十五号街坊社区。